# Ягодинка (річка)
Ягодинка — річка в Любомльському районі Волинської області, права притока Західного Бугу (басейн Вісли).

## Опис
Довжина річки приблизно 5 км. Висота витоку річки над рівнем моря — 181 м, висота гирла — 173 м, падіння річки — 8 м, похил річки — 1,6 м/км.

## Розташування
Бере початок з Ягодинського озера. Тече переважно на південний захід через село Бережці і в заказнику «Буг» впадає в річку Західний Буг, праву притоку Вісли.